# Gerald FitzGerald (5. książę Leinster)
Gerald FitzGerald (16 sierpnia 1851 w Dublinie - 1 grudnia 1893), brytyjski arystokrata pochodzenia irlandzkiego, najstarszy syn Charlesa FitzGeralda, 4. księcia Leinster i lady Caroline Leveson-Gower, córki 2. księcia Sutherland.
Po śmierci ojca w 1887 r. odziedziczył tytuł księcia Leinster i zasiadł w Izbie Lordów.
17 stycznia 1884 r. w Londynie, poślubił lady Hermione Wilhelminę Duncombe (30 marca 1864 - 19 marca 1895), córkę Williama Duncombe'a, 1. barona Feversham i Mabel Graham, córki sir Jamesa Grahama, 2. baroneta. Gerald i Hermione mieli razem trzech synów:
- Maurice FitzGerald (1 marca 1887 - 4 lutego 1922), 6. książę Leinster
- major Desmond FitzGerald (21 września 1888 - 3 marca 1916), zginął we Francji, za jego wnuka podaje się amerykański architekt Paul FitzGerald, pretendent do tytułu księcia Leinster
- Edward FitzGerald (6 maja 1892 - 8 marca 1976), 7. książę Leinster

Zmarł nagle w wieku 42 lat. Tytuł książęcy przypadł jego najstarszemu synowi.